# Apple M1 Ultra
Il chip Apple M1 Ultra è un system-on-chip (SoC) progettato da Apple Inc. per il Mac Studio, presentato in occasione dell'evento "Peek Performance" l'8 marzo 2022.
L'M1 Ultra è realizzato combinando due Apple M1 Max combinati in un unico chip. I due SoC sono interconnessi grazie alla tecnologia "DeepFusion" che permette una larghezza di banda inter-processore da 2,5TB/s a bassa latenza.
È dotato di una CPU fino a 20 core (fino a 16 ad alte prestazioni, 4 ad alta efficienza), una GPU fino a 64 core, un Neural Engine (NPU) con 32 core e una memoria interna fino a 128GB.
Sono presenti inoltre quattro media engine che supportano l'encoding e il decoding ProRes.

## Altre caratteristiche
L'M1 Ultra supporta quattro display 6K a 60 Hz tramite Thunderbolt e un monitor 4K tramite HDMI 2.0.

## Prodotti con M1 Ultra
- Mac Studio (2022)